# Irulegi
Irulegi  (en francès i oficialment Irouléguy), és un municipi de la Nafarroa Beherea (Baixa Navarra), un dels set territoris que formen Euskal Herria, al departament dels Pirineus Atlàntics i a la regió de la Nova Aquitània. Limita amb les comunes de Arrosa al nord, Azkarate a l'est, Baigorri a l'oest i Anhauze al sud.
La denominació d'origen AOC Irouléguy és pròpia del municipi.

## Demografia
| 1901 | 1962 | 1968 | 1975 | 1982 | 1990 | 1999 |
| --- | ---- | ---- | ---- | ---- | ---- | ---- |
| 310 | 251  | 232  | 212  | 233  | 240  | 290  |
| A partir de 1962, el cens té en compte la població resident definida com a "Population sans doubles comptes" per l'INSEE |      |      |      |      |      |      |